# Paulino de Tréveris
San Paulino (Poitiers - Frigia, 358) fue obispo de Tréveris en el siglo IV.
Asistió en el 353 al concilio de Arlés donde el emperador Constancio intentó inútilmente intimidarle para que suscribiese la condena de San Atanasio. 
Arrojado de su silla por los arrianos, fue desterrado a Frigia, donde murió.
Su fiesta se celebra el 31 de agosto.